# Ryse: Son of Rome
Ryse: Son of Rome – przygodowa gra akcji typu hack and slash przedstawiona z perspektywy trzeciej osoby, stworzona przez studio Crytek Frankfurt, wydana przez Microsoft Studios. Jej światowa premiera miała miejsce 22 listopada 2013 roku jako tytuł startowy dostępny wyłącznie na konsolę Xbox One, jednak 10 października 2014 roku za sprawą Cryteku i Deep Silver wydana została również na komputery osobiste z systemem Microsoft Windows.
Akcja gry osadzona jest w alternatywnych realiach Cesarstwa Rzymskiego czasów Nerona i przedstawia losy centuriona Mariusa Titusa, który staje się jednym z przywódców rzymskiej armii. Ryse spotkało się z mieszanym przyjęciem ze strony krytyków – chwalone było za oprawę wizualną, krytykowane jednak za powtarzalną i prostą rozgrywkę.

## Rozgrywka
Ryse: Son of Rome jest przygodowym hack and slashem, w którym akcja przedstawiona jest z perspektywy trzeciej osoby. Gracz obejmuje kontrolę nad Mariusem Titusem – rzymskim generałem, którego celem jest pomszczenie zamordowanej rodziny. Podczas rozgrywki otrzymuje on dostęp do broni umożliwiających zarówno działania ofensywne, jak i defensywne. Podstawowym rodzajem broni Mariusa jest miecz i tarcza, służąca zarówno do atakowania, jak i odpierania ataków przeciwników. Siła każdego wyprowadzonego ataku ustalana jest przez gracza. Dodatkowymi rodzajami broni są włócznie i oszczepy, służące jako broń dystansowa.
Jeśli chodzi o system walki, położono nacisk przede wszystkim na tzw. flow, czyli szybkie atakowanie kolejnego przeciwnika tuż po zabiciu poprzedniego. Walka opiera się na kombinacjach ciosów, a gracz nagradzany jest za wyprowadzenie jak najdłuższych kombinacji. Kiedy gracz zada przeciwnikowi wystarczająco dużo obrażeń, może aktywować sekwencję wykańczającą. Po jej włączeniu przeciwnik, na którym można wykonać egzekucję, automatycznie podświetlony zostaje na odpowiednie kolory, a zadaniem gracza jest wykonanie serii quick time eventów poprzez wciskanie klawiszy przypisanych do koloru podświetlenia. Wykonanie egzekucji pozwala zdobyć dodatkowe zasoby, a ich ilość zależna jest od tego, jak sprawnie ją przeprowadzono. W dowolnym momencie poprzedzającym egzekucję gracz może wybrać jedną z czterech kategorii, od których zależne są zasoby, jakie otrzyma za jej wykonanie. W zależności od wybranej kategorii, po wykończeniu przeciwnika na krótki czas zwiększają się zadawane przez Mariusa obrażenia, zyskuje on więcej punktów doświadczenia, leczy utracone zdrowie lub odnawia skupienie. Zdobywane po drodze punkty doświadczenia wydać można na zdobycie ulepszeń atrybutów postaci, takich jak pojemność paska zdrowia, skupienia lub siłę obrażeń albo na dodatkowe ciosy kończące. Jeżeli gracz nie podoła quick time eventowi, gra automatycznie wykona sekwencję kończącą, a Marius otrzyma znacznie mniejszą nagrodę. Jeżeli w momencie włączenia trybu egzekucji w bliskiej odległości od postaci znajduje się dwóch lub więcej osłabionych przeciwników, możliwe jest wykonanie podwójnej egzekucji, która znacznie zwiększa zdobytą nagrodę.
W kilku segmentach Marius bierze udział w bitwach na dużą skalę. W takim przypadku zadaniem gracza jest współpraca z niegrywalnymi postaciami lub wydawanie im rozkazów w celu pokonania dużej ilości przeciwników. W grze możliwe jest wydawanie komend głosowych poprzez Kinect, nakazujących przykładowo wystrzał z katapulty lub salwę łuczników.
W grze dostępny jest również tryb kooperacji, w którym dwuosobowe drużyny starają się ukończyć różne wyzwania i walczą przeciwko kolejnym falom coraz mocniejszych przeciwników w rzymskim Koloseum. Środowisko areny zmienia się dynamicznie w celu dostosowania się do zróżnicowanych trybów. W miarę postępów w grze wieloosobowej, gracze zyskują dostęp do potężniejszych pancerzy i broni. Dostępne są również mikrotransakcje, pozwalające na zakup ulepszeń za prawdziwą gotówkę.

## Produkcja
Pomysł na Ryse: Son of Rome narodził się w 2006 roku, a jego autorem był dyrektor generalny Cryteku Cevat Yerli, którego zamiarem było, żeby studio pracowało nad wieloma projektami jednocześnie. Niedługo później powstały wczesne koncepty gry, a studio w międzyczasie pracowało również nad dwiema grami fantasy osadzonymi w realiach średniowiecza – MMORPG Kings i fabularną grą akcji z perspektywą pierwszej osoby Kingdoms.
Crytek zaczął szukać dla gier wydawcy, aż ostateczne – w 2009 roku – zdecydował się wydać je Microsoft. Według Nicka Buttona-Browna, dyrektora naczelnego Cryteku, w tamtym okresie produkcja nie była jeszcze grywalna, ale służyła jako pokazówka dla wydawców, mająca dowieść, że pierwszoosobowa gra akcji, w której walczy się wręcz, może być interesująca. Przedstawiciel Microsoftu Phil Spencer stwierdził, że podziwia chęci Cryteku do rozwijania się i przyznał, że firmie brakuje tego typu gier na Xboksie 360. W rezultacie Microsoft zgodził się wydać Ryse i Kingdoms, odrzucił jednak Kings. Obie firmy zgodziły się, że projekt będzie w oczywisty sposób pasował do nieogłoszonego jeszcze wtedy Kinecta.

## Odbiór
Gra spotkała się z mieszanym przyjęciem ze strony krytyków, którzy chwalili przede wszystkim jej oprawę wizualną, krytykowali jednak płytką fabułę i powtarzalną rozgrywkę. Średnia ocen wersji na Xboksa One w serwisie Metacritic wynosi 60/100 na podstawie 77 recenzji, zaś komputerowe 61/100 na podstawie 27 recenzji. Podobną średnią ocen Ryse osiągnęło w serwisie GameRankings – 64,30% dla wersji Xbox One, 63,20% dla wersji na komputery osobiste.

### Kontrowersje
Śledztwo Federalnej Komisji Handlu ujawniło, że Microsoft Studios podpisał umowę ze stroną Machinima Inc., na mocy której firma płaciła twórcom strony za fałszywe pozytywne recenzje swoich produktów i „nieprzedstawianie w negatywnym świetle Xboksa One lub jego tytułów startowych”. Wśród wymienionych produkcji, o których strona zamieszczać miała pochlebne materiały, znajdowało się m.in. Ryse: Son of Rome, a ceny za fałszywe recenzje gry wahały się od 15 do 30 tysięcy dolarów.

## Kontynuacja
Według zapewnień Yerliego, Ryse: Son of Rome nie jest jednorazowym tytułem, a służyć miała za początek nowej serii gier. Według doniesień czasopisma „Eurogamer”, Microsoft – w zamian za sfinansowanie Ryse 2 – zażądał praw do marki, na co nie zgodził się Crytek, wobec czego plany stworzenia kontynuacji zostały porzucone. Yerli zaprzeczył tym doniesieniom, stwierdzając, że obie firmy pozostają w dobrych relacjach. Ostatecznie Crytek stanął w obliczu kryzysu finansowego, wskutek czego firma przeszła restrukturyzację. Chociaż prawa do marki Ryse pozostają w ich rękach, Crytek zajmuje się obecnie przede wszystkim tworzeniem gier free-to-play.